# Запертый объём
Запертый объём – это объём жидкости в гидромашине, заключённый в замкнутом пространстве, образуемом периодически в процессе работы вытеснителями и неподвижными частями машины, и стремящийся к уменьшению или к увеличению. Например, в аксиально-плунжерной гидромашине запертые объёмы образуются в момент перехода плунжера через одну из мёртвых точек – при переходе от всасывания к нагнетанию или при переходе от нагнетания к всасыванию. Также запертые объёмы образуются в шестерённых и радиально-плунжерных гидромашинах некоторых конструкций.

Пояснение понятия "запертый объём" в шестерённых гидромашинах с внешним зацеплением: красным и салатовым цветом указаны запертые объёмы

Запертые объёмы являются нежелательным явлением, так как из-за свойства крайне малой сжимаемости жидкости их наличие приводит к возникновению в процессе работы насоса или гидродвигателя большого момента сопротивления.
Для борьбы с запертыми объёмами в конструкциях гидромашин предусматривают системы разгрузки, представляющие собой специальные канавки, по которым жидкость может выйти из запертого объёма либо в полость низкого давления гидромашины, либо в полость высокого давления.